# Георгиос Сакелариос
Георгиос Константину Сакелариос (на гръцки: Γεώργιος Κωνσταντίνου Σακελλάριος) е гръцки учен, лекар, философ и революционер.

## Биография
Роден е в 1765 година в македонския град Кожани, тогава в Османската империя, днес в Гърция във фамилията Папагика, потомци на жители на Хормово в Северен Епир, които се установяват в Кожани през 1612 г. Син е на Константинос Сакелариос, виден търговец във Виена и Пеща. Учи при йеромонаха Амфилохиос Параскевас, в Янина, при йеродякон Калиникос в училището Комбания в Кожани и при Николаос Варкусис. След това учи медицина в Букурещ и Виена, чийто университет завършва през 1798 г. Във Виена по време на обучението си контактува с Ригас Фереос. Успява да се спаси от залавяне и се връща в Кожани, където практикува медицина. Обслужва висши служители на Османската империя, сред които Ибрахим паша в Берат и Али паша Янински в Янина, както и няколко богати гръцки градове (Царицани, Амбелакия, Костур, Янина, Кожани). През октомври 1838 г., след месеци на парализа, причинена от ухапване от насекоми, умира и е погребан в двора на църквата „Свети Николай“ в Кожани.

## Творчество
Като писател, подобно на колегата си и приятел Михаил Пердикарис, е автор на книги за преподаването и на алегорични текстове. Поезията му е в интервала между предшестващия новогръцки романтизъм и неокласицизма. Освен най-известната му творба работа „Поеми“, публикувана във Виена през 1817 г., пише трагедията „Ромео и Жулиета“ в проза и „Археология“, Виена 1789 г.

## Трудове
- „Ποιημάτια“, Виена, 1817
- „Ρωμαίος και Ιουλία“
- „Αρχαιολογία“, Виена, 1789 (PDF от Anemi)
- „Περιήγησις του νέου Αναχάρσιδος εις την Ελλάδα“, първи том, Виена, 1797
- Εκτός των ανωτέρω στην Βιβλιοθήκη Κοζάνης σώζονται χειρόγραφα και άλλων έργων του.